# Cultura futbolística
La cultura futbolística o cultura balompédica surgió en el siglo XIX y se expandió mundialmente a partir de la influencia británica y la globalización, principalmente en Occidente, convirtiendo al fútbol en el «deporte rey» por su atractivo y facilidad en ser practicado, concentrando un gran número de simpatizantes, aficionados o hinchas capaces de invertir económicamente en presenciar partidos o en adquirir productos de su equipo favorito. Este deporte es capaz de movilizar multitudes desde cualquier lugar, llamadas hinchadas las que entonan cánticos, organizando torneos internacionales que se enfrentan al mismo tiempo que unen todo tipo de culturas.
Existen nueve «países futbolizados», donde presenta un mayor desarrollo —gran interés, difusión, inserción, práctica, inversión, preparación, competitividad, nivel, importancia y mercadotecnia— porque forma parte de su identidad nacional y corresponden a las potencias mundiales históricas en la categoría masculina, los cuales son: Alemania, Inglaterra y los Países Bajos en Europa germánica; España, Francia e Italia en Europa latina; así como Argentina, Brasil y Uruguay en América del Sur, que cuentan generalmente con los principales jugadores, entrenadores, árbitros, clubes, ligas y selecciones, siendo estas, excepto Países Bajos, campeonas de la Copa Mundial absoluta. La cultura germánica aplica tradicionalmente un estilo de juego de carácter asociado ofensivo —como el sistema «fútbol total»—; la latina, uno asociado defensivo —como el sistema «catenaccio»—; y la sudamericana, uno individual improvisado —como el «jogo bonito» o el «fútbol de potrero»—.
Hay regiones donde disminuyó su popularidad, como en Europa Central durante el siglo XX. Es también un motivo de pasión, y las disputas han llegado a ocasionar conflictos como la Guerra del Fútbol, entre El Salvador y Honduras, que estalló tras un encuentro en 1969. En Sudamérica sobre todo, el fenómeno de la violencia es común, causando muertes de simpatizantes o integrantes del encuentro. Argentina es uno de los países más afectados, con un récord de más de 225 víctimas.

## Salto a la cultura mundial
A pesar de que existen versiones de este deporte en la época de las grandes dinastías chinas, fueron los ingleses quienes le dieron el primer empujón, cuando en 1863 fundaron la Asociación Inglesa de Fútbol. Para principios del siglo XX la fama comenzó a tomar forma en el resto de Europa y América por medio de los marinos ingleses. En esta época comenzaron a fundarse la mayoría de los clubes más importantes, creados con la intención de ser exclusivamente de fútbol, pero con el gran avance comercial de todas las prácticas deportivas hoy en día son polideportivos.

### África

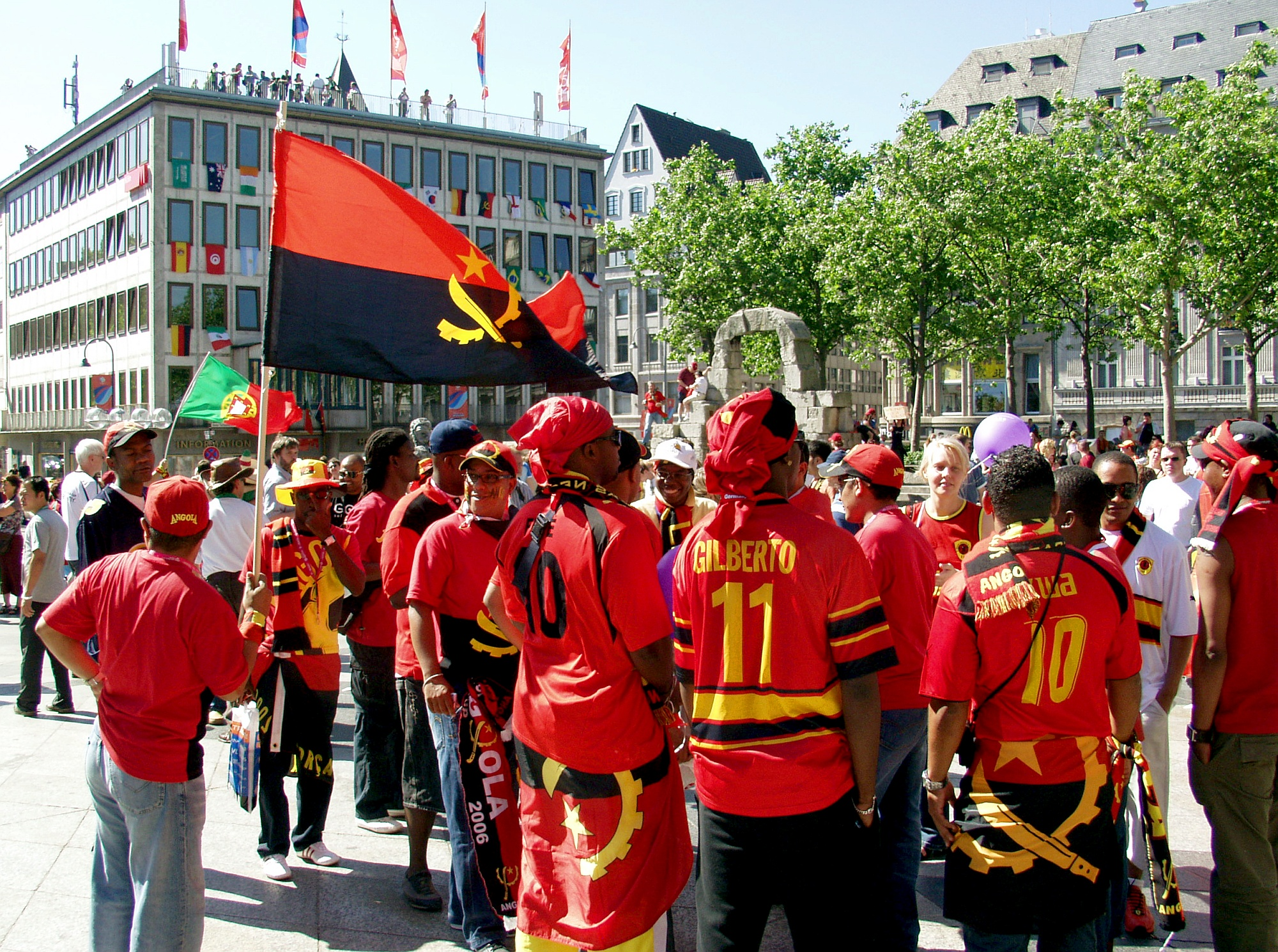
Fanáticos de la selección angoleña en la Copa Mundial de Alemania 2006.

El continente más pobre del mundo no se queda fuera en esta «pasión de multitudes». Al contrario, esta cada vez más dentro. En los últimos años el fútbol de África ha tenido una enorme evolución, con la obtención de la Medalla de Oro en los Juegos Olímpicos de Atlanta en 1996 por la selección nigeriana. La década de los 90 del pasado siglo fue sin duda la que ha mostrado el mayor crecimiento, con el surgimiento de estrellas como el nigeriano Nwanko Kanú, el liberio George Weah y el camerunés Roger Milla. Este fenómeno permitió al continente meterse en uno de los mercados mundiales más importantes, ya que cada vez surgen mayor cantidad de «productos» futbolísticos que hacen que las grandes potencias económicas dirijan su mirada con mayor atención hacia los jugadores africanos. Hoy en día países como Francia e Inglaterra tienen en sus ligas una gran cantidad de jugadores de este lado del mundo.
En Gambia, la palabra Nawetane significa en el idioma wólof «entregarse a una actividad durante la estación de lluvias». Pero después de cuarenta años de fútbol el sentido de la palabra ha cambiado: ahora quiere decir «jugar al fútbol durante la estación de lluvias». Tal fue la euforia de este deporte en el país que el presidente Yahya Jammeh se vio obligado a amenazar a los jugadores con encerrarlos en la cárcel si no iban a trabajar a los campos.
En Liberia, durante los años 80, fue el dictador Samuel Kanyon Doe quien impulsó la práctica de este deporte en el país, pero de una forma totalitaria y violenta, al punto de que llegó a amenazar a los jugadores de la selección con encarcelarlos si perdían un partido clave frente a Guinea con vistas al Mundial de España de 1982. Como esta medida no funcionó, se encargó de limpiar todo el plantel y reemplazarlo con un grupo de militares de las fuerzas armadas. Sin embargo todo se normalizó y el fútbol fue cobrando popularidad. Tal es así que incluso la estrella de este país, George Weah fue candidato a presidente y lideró la primera vuelta de las elecciones, cayendo en la segunda. Con sus goles y triunfos en el fútbol europeo, logró colocar a su familia en un lugar que nunca hubiese imaginado cuando vivía con su abuela a los 13 años en su humilde casa de Monrovia. Así se transformó en ejemplo para miles de jóvenes que cada vez más miran al fútbol como la mejor opción de escape de sus vidas de miseria. Además casi clasificó a Corea-Japón 2002, estando a un partido de hacerlo.
Uno de los mayores avances del fútbol africano a nivel mundial fue el Mundial de 2010 cuando por primera vez un país del continente fue organizador de la Copa Mundial de Fútbol. La elegida fue Sudáfrica, que superó en la selección a Marruecos y Egipto. Además, el propio Marruecos haría historia en el Mundial de Catar 2022 al ser la primera selección africana en estar entre los cuatro finalistas.

### Asia
Al continente más grande del mundo puede considerárselo como el que más le cuesta integrarse a este deporte. Los reyes de la tecnología nunca han logrado destacarse demasiado en las competiciones internacionales, con la excepción de Corea del Sur, quien llegó a las semifinales del Mundial que organizaron en conjunto con Japón en 2002. Quizás este evento haya despertado más el interés de sus pobladores, pero hasta el momento no se ven grandes signos de ello. A pesar de que contienen un gran porcentaje de la población mundial, este deporte no ha terminado de meterse en la piel de los asiáticos. Existen contadas figuras que hayan logrado destacarse en el plano internacional, con el surcoreano Heung-Min Son y el japonés Hidetoshi Nakata como principales estandartes.
Pero este no deja de ser un desafío para las principales figuras. El británico David Beckham ha manifestado estar muy interesado en instalar escuelas de fútbol en este continente. El mismo Real Madrid ha realizado en los últimos años giras por varios países de esta parte del mundo con el interés de expandir su dominio en este mercado, utilizando la imagen de sus principales figuras como el mismo Beckham, Zinedine Zidane, Ronaldo o Iker Casillas entre otros, logrando un gran éxito que se vio reflejado en la multitudinaria asistencia no solo a los encuentros disputados, sino también a los entrenamientos realizados.
Algunos casos se pueden remarcar para referir el interés que tienen varios países por desarrollarse en este deporte. Uno es el de Vietnam, donde el vicepresidente manifestó su gran interés en la cultura deportiva del país, sobre todo del fútbol, agradeciendo el apoyo que la Confederación Asiática de Fútbol le ha otorgado, y habiendo manifestado su deseo de que el fútbol vietnamita sea en el futuro de los más desarrollados del continente.
Otro caso interesante es el de Tailandia. En agosto de 2005 la juventud de este país vivía una realidad aterradora, que se refleja en la escalofriante cifra de 800 asesinatos de personas en 18 meses a manos de los insurgentes, integrados en gran parte por menores de edad. El gobierno tailandés optó como medida colocar más de 500 televisores en lugares públicos acostumbrados por la juventud con el fin de utilizar al fútbol como arma para desviar su interés. Creían que si los jóvenes tenían la cabeza en los partidos no pensarían tanto en unirse a los conflictos sociales.
Tanto en estos como en la mayoría de los países, el fútbol es un proyecto a futuro para los departamentos de cultura de los gobiernos asiáticos. Tanto desde la ejecución de escuelas como las aportaciones económicas amenazan con llevar al fútbol asiático a lo más alto del mundo.

### América del Norte

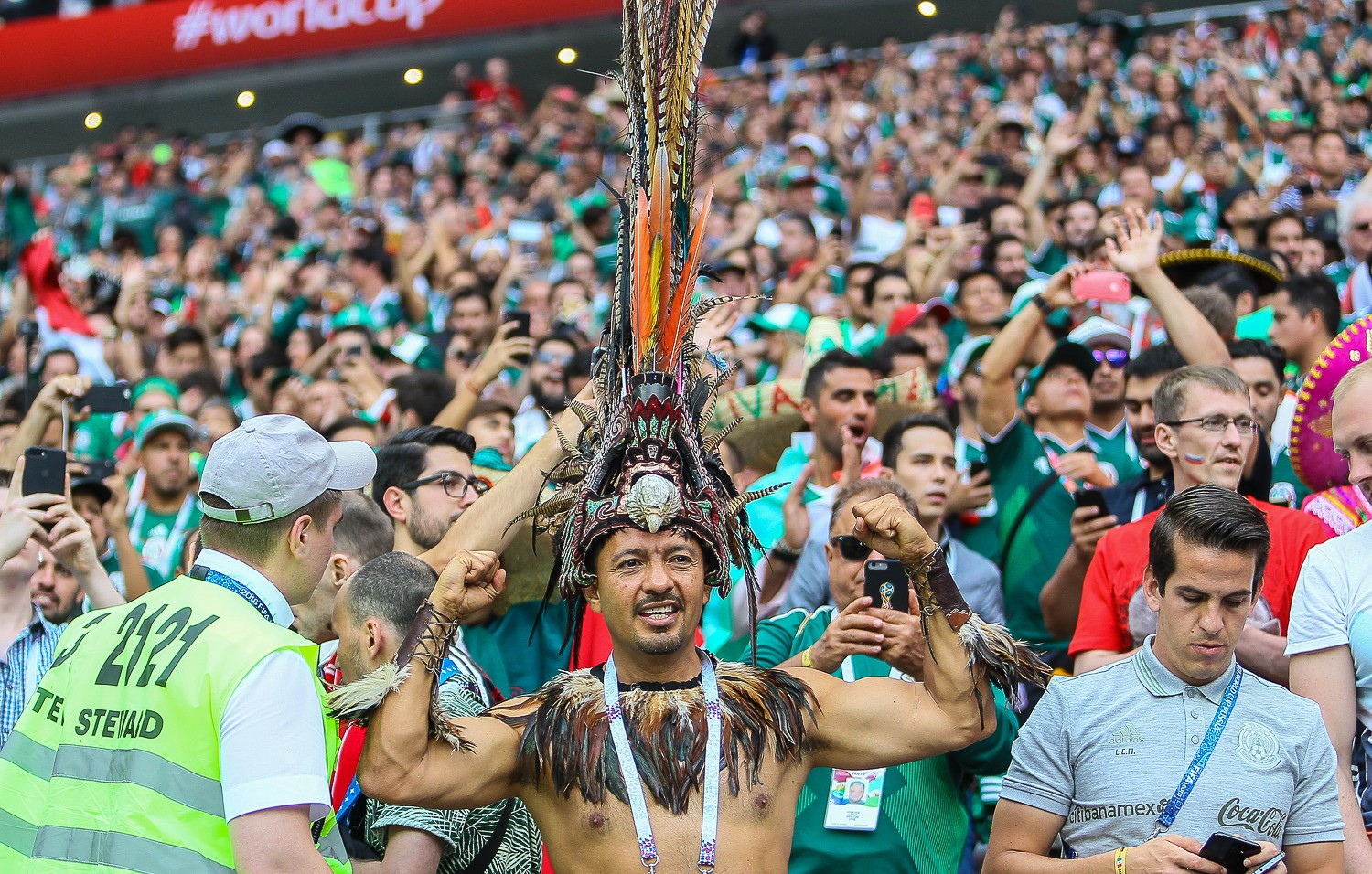
Fanáticos mexicanos durante la Copa Mundial Rusia 2018.

El fútbol del hemisferio norte de América puede verse desde puntos de vista muy diferentes. En algunos países como en México y los Estados Unidos este deporte ha evolucionado bastante, sobre todo en el primero. En América Central, se puede poner como excepciones a Costa Rica, que ha logrado mostrar un buen desempeño en el Mundial de Brasil 2014, u Honduras, selección que supo eliminar a Brasil de una Copa América, la disputada en Colombia en 2001.
En Cuba puede resultar extraño que el fútbol no tenga tanto impacto, siendo este un país cuyo deporte es una de las bases más importantes de su cultura. Solo ha participado en un Mundial y fue hace más de 80 años, en Francia 1938, donde se destacó quien pudiera ser la figura más emblemática de esta práctica en el país: Juan Tuñas.
El caso de Surinam es interesante, el cual si bien se encuentra en Sudamérica pertenece a la Concacaf. El fútbol de allí no es muy conocido, sin embargo muy poca gente sabe que futbolistas holandeses de renombre mundial como Edgar Davids, Patrick Kluivert, Clarence Seedorf, Ruud Gullit y Frank Rijkaard nacieron en este país. Quizá sea este el motivo de la pobreza futbolística que padece; la realidad social obliga a las familias a emigrar y no permite que las estrellas se luzcan en estas tierras. El futbolista Clarence Seedorf lidera actualmente una de los principales programas de ayuda al desarrollo de este deporte en Surinam, el Programa Goal, con el que se pudo formar el nuevo centro deportivo Emile de la Fuente en Paramaribo. Los principales dirigentes deportivos están estudiando la posibilidad de convencer a los jugadores surinameses que juegan en Holanda de participar en la selección del país, ya que tendrían casi imposible jugar con la naranja, lo que se complica por el detalle de que el país no permite la doble nacionalidad. Aun así, estarían dispuestos a cambiar esta ley con tal de ayudar al fútbol.
Si bien el balompié caribeño aún no está a la altura esperada, es un claro proyecto de progreso reflejado en selecciones como la de Jamaica (clasificado al mundial de Francia 98) o la sorpresiva Trinidad y Tobago, la cual luchó por pasar de ronda hasta la última jornada de la fase previa en Alemania 2006, haciéndole grandes partidos a selecciones como Inglaterra, Suecia y Paraguay. Excluyendo a México y Estados Unidos, podría ser el costarricense Keylor Navas la figura más destacada del fútbol de estas tierras en la actualidad.

### Oceanía
Este continente, compuesto totalmente por islas, es futbolísticamente conocido por la selección australiana y en segundo lugar Nueva Zelanda, pero debajo de estos dos países se encuentran muchos proyectos a futuro que avanzan a pasos más que importantes. Aún tiene que lidiar con el hecho de estar excluido de alguna forma por la FIFA en la clasificación a los mundiales, ya que no le otorga plaza directa sino que deben consagrar un campeón que luego jugará un repechaje con un país de otro continente. 
La Asociación de Fútbol de Papúa Nueva Guinea creó recientemente la liga profesional, compuesta actualmente por seis equipos, aunque ya existen franquicias que quieren sumarse Los dirigentes tienen la intención de colocarse en lo más alto del continente y lograr participar en un futuro no muy lejano de alguna Copa Mundial. Para ello iniciaron una importante movida con el lema Patea más fuerte, con el objetivo de impulsar el interés en la sociedad y atraer patrocinadores y hasta jugadores extranjeros que ayuden a promoverlo. Otra medida para promocionarlo, es la creación de un programa de becas para los estudiantes más cualificados del país que les permitiría dar el salto a la liga profesional, y así promover este deporte en su juventud.
Vanuatu es otro ejemplo de iniciativa, ya que tras los logros conseguidos en los últimos años por su selección (como los 4.os puestos de la Copa de las Naciones de la OFC 2002 y 2008), numerosos patrocinadores han echado el ojo y decidieron invertir y colaborar en los diferentes proyectos. También cuentan con el importante apoyo de los ministros de Deporte y Educación, realizando programas de desarrollo entre otras cosas del fútbol femenino o el fútbol de salón, quienes consiguieron el campeonato de Oceanía en 2002. Este país también está incluido como la mayoría en el Proyecto Goal, mediante el cual se llegaron a construir 4 canchas de césped, además de haber logrado una colaboración con las escuelas ofreciendo cursos de formación en medicina deportiva, entre otros.
Aunque parece muy lejano, Oceanía sueña con algún día ser protagonista en el plano mundial de este deporte, y uno de los primeros pasos que quieren dar es la organización de un Mundial, un proyecto que Australia sueña con cumplir en un futuro lejano, ya que contaría con el apoyo del presidente de la FIFA Joseph Blatter, quien mantiene una política de rotación de continentes, por lo cual ese sería su turno.

## Generalización
En sus inicios, la práctica de este deporte estaba apenas limitada a los hombres de mediana edad, pero el enorme desarrollo de la cultura ha llevado al fútbol no solo a las mujeres, sino que incluso existe el fútbol para ciegos, campeonatos juveniles y hasta de veteranos.

### Inclusión de las mujeres
El fútbol femenino puede ser el que más complicaciones sociales ha sobrellevado a la hora de su desarrollo, o incluso aún las padece. Por sus características, como la agresividad y sus movimientos poco femeninos, siempre se solía decir que este era un «deporte de hombres». Han tenido que sortear todo tipo de perjuicios, siendo en ocasiones excluidas por las de su género, quienes las acusan de «marimachos», pero aun así hoy en día el desarrollo es enorme. Desde la década de 1990 existe el Mundial de Fútbol Femenino, y los países predominantes son Estados Unidos y China, curiosamente dos que no predominan en el plano masculino.
En Estados Unidos el fútbol masculino se nutre sobre todo por la comunidad latina. Sin embargo en las mujeres es más practicado por la comunidad anglosajona. Este país incluye serios proyectos educativos que impulsan su práctica desde las mismas escuelas. El fútbol femenino es uno de los deportes más practicados por las norteamericanas, casi al punto de los hombres, incluso ellas han conseguido logros más importantes, ya que su selección es una de las mejores del mundo junto con la china.
Brasil, ícono de la cultura futbolística, ya optó por tomar medidas para el desarrollo del fútbol femenino a partir de la medalla de oro conseguida en los Juegos Olímpicos de Atenas 2004. Actualmente existe una ley educativa que incluye la práctica del fútbol para las mujeres en todas las escuelas de Brasil, un claro intento de aumentar su auge creciente. Además, este país tiene una liga profesional que se transmite en vivo y en directo por televisión. Su vecino Argentina participó por primera vez de la fase final de un Mundial en 2003, y es un claro signo de desarrollo a través de las palabras del presidente de la AFA Julio Grondona: «Creo que nadie, ni el más optimista de todos los que trabajamos en esto, podía prever el desarrollo y el nivel que ha alcanzado el fútbol femenino».
La FIFA sugirió a Sudamérica como «zona prioritaria» en esta modalidad del fútbol, planeando la realización de seminarios y manifestando la intención de organizar una mayor cantidad de competencias.

### Fútbol para ciegos
El fútbol para ciegos ya esta de por sí condicionado por la discapacidad, pero la rápida evolución deja muestras claras de que pueden practicarlo. Uno de los principales inconvenientes es la imposibilidad de jugarlo en canchas grandes, ya que obliga a forzar el sentido de la orientación. Es por eso que esta modalidad se ha llevado al Futsal, ya que le da más velocidad al no tener saques de banda (el terreno se rodea de 4 paredes) y posee un mayor dinamismo de juego a través de la inclusión de un portero y un jugador de campo videntes. El portero tiene limitados movimientos, y el jugador de campo guía verbalmente el ataque, ubicándose detrás de la portería rival.
Además, la práctica del fútbol para los ciegos es una muy buena forma de ejercitar su discapacidad, ya que desarrollan la habilidad de manejar un elemento que no ven, la técnica de localizar un sonido (el balón está dotado de un objeto que permite su localización) y evitar obstáculos. Además, saber ubicarse y moverse en un espacio reducido habitado por más personas, logrando la coordinación de los movimientos y regates con los pases a compañeros sin perder el orden táctico.

## El fenómeno de la violencia
La violencia en el fútbol es en la actualidad una de las más grandes preocupaciones que afronta la sociedad. Si bien hoy en día este fenómeno alcanza dimensiones mucho mayores, existen precedentes que datan de los inicios de este deporte en el siglo XVIII en Inglaterra, cuando se desarrollaban enfrentamientos entre barrios y era disputado por cientos de personas al mismo tiempo, terminando en muchísimas ocasiones en batallas campales.
A lo largo de la historia la imagen del hincha fue cambiando paulatinamente. De ser simpatizante se pasó a ser fanático, y ahora el fanatismo se transformó en una dependencia vital de los resultados deportivos. Lo que antes era "ganar o perder", ahora es "triunfar o fracasar". Y no solo esto depende del enorme cambio psicológico; la enorme economización de este deporte llevó a que en muchísimas ocasiones la derrota de un equipo signifique la muerte de alguien, como el caso del futbolista colombiano Andrés Escobar, autor de un autogol en el Mundial de Fútbol de Estados Unidos en 1994, que fue asesinado por una pandilla que perdió una apuesta deportiva relacionada con la actuación de la selección en dicho campeonato. Otro caso gravísimo fue el que provocó la llamada Guerra del Fútbol entre Honduras y El Salvador, tras un partido de eliminatorias de la Copa Mundial de Fútbol de 1970 que sirvió como excusa para sacar a relucir las tensiones políticas entre ambos países. 
En Europa es emblemático el caso de la Tragedia de Heysel en 1985 donde a causa de una pelea entre desadaptados "hooligans" ingleses y "tifossi" italianos, se produjo una avalancha de aficionados en los prolegómenos de la final de la Copa de Europa (hoy Liga de Campeones de la UEFA) entre el Liverpool y la Juventus de Turín. En este terrible suceso murieron 39 aficionados (32 italianos seguidores de la Juventus, cuatro belgas, dos franceses y un británico) además hubo 600 heridos de diversa consideración. Cabe decir que la Tragedia de Heysel sucedió tan sólo a 18 días de la de Bradford cuando, el 11 de mayo de 1985 fallecieron 56 personas en el estadio del Bradford City, en la ciudad de Bradford (Inglaterra) a causa del incendio de una tribuna de madera en mal estado.
En las últimas décadas este sector del planeta se vio altamente afectado por el vandalismo y la mafia futbolística. Casi todos los países viven espeluznantes situaciones de violencia que muchísimas veces culminan en muertes no solo de simpatizantes, sino incluso jugadores, entrenadores, dirigentes y árbitros son víctimas de este fenómeno que se ha transformado en un terrible negocio.
Algunos de los casos más terribles se produjeron en las mismas tribunas, ya sean con enfrentamientos entre hinchas o contra la policía, como también fuera de ellas. Existen dos casos que se destacan: un enfrentamiento entre simpatizantes de Boca Juniors y de Racing Club en la Ruta 2 que une a Buenos Aires con Mar del Plata, quienes se cruzaron con sus micros y protagonizaron un tiroteo que terminó con un herido. Otro suceso parecido ocurrió en un cruce de hinchas de River Plate y Newell's Old Boys; los primeros se dirigían a la ciudad de Rosario a presenciar un encuentro con Rosario Central, y los segundos viajaban a Buenos Aires al encuentro con Boca Juniors, y fue en un pasaje de la Ruta 9 donde ocurrió el lamentable incidente que terminó con la detención de cientos integrantes de ambas barras. Recientemente, en un clásico entre Rosario Central y Newell's Old Boys se produjeron serios incidentes entre la policía local y simpatizantes del conjunto visitante, quienes arrojaban piedras a sus rivales. La policía reprimió inexplicablemente con balas de goma en el momento en que la situación se había calmado. 
Muchos más son los graves casos que alimentan la negra estadística de la violencia en el fútbol de Argentina, sin duda uno de los países más afectados por este triste fenómeno que no deja de crecer. En 1994 fue reformada la Ley 24.192 del Código penal Para la prevención y represión de la violencia en espectáculos deportivos, con el fin de acabar con los incesantes hechos que acechan al deporte. En 2003, el nuevo presidente Néstor Kirchner creó poco después de su asunción al gobierno el 25 de mayo la "Secretaría de Seguridad Deportiva", poniendo al frente al exárbitro Javier Castrilli.
En pocos años, el fenómeno "hooligan" se extendió por toda Europa e Italia fue uno de los países donde más arraigo surgió, con el nombre de "Ultras". Los enfrentamientos entre grandes clubes de fútbol eran también entendidos por los "hooligans" de cada equipo como un enfrentamiento entre las bandas. Así, la final de Heysel de 1985 fue entendida por muchos aficionados no sólo como un enfrentamiento entre dos equipos de fútbol, sino como un enfrentamiento entre "hooligans" (ingleses) y "ultras" (italianos) que debía tener lugar dentro y fuera del estadio.
Para curar este mal, la UEFA tomó medidas extremas y muy duras con el fútbol inglés, sancionando a los clubes ingleses sin poder disputar competiciones europeas durante cinco años, y les conminó a tomar severas medidas para frenar la violencia de sus aficionados radicales. La sanción se debió a que la tragedia de Heysel no fue considerada un hecho aislado, sino el punto culminante a varios años en los que los aficionados ingleses habían protagonizado episodios de violencia en los estadios, especialmente cuando se desplazaban a animar a sus equipos a competiciones internacionales, fuera de las islas británicas.
El Liverpool FC fue sancionado con 10 años sin poder participar en competiciones europeas, aunque posteriormente le fue rebajada la sanción a seis años.
La sanción provocó una grave crisis en el balompié inglés, a pesar de todo ello, el gobierno británico no tomó severas medidas hasta cuatro años más tarde. Tuvo que suceder la Tragedia de Hillsborough en 1989, en el que fallecieron 96 aficionados ingleses, concretamente del Liverpool FC, para que el gobierno de Margaret Thatcher se decidiese a actuar con contundencia y dictara la "Football Spectators Act" y el "Informe Taylor" para erradicar el fenómeno del "hooliganismo" y mejorar la seguridad en los estadios.

#### La mafia de losbarra brava
Éste ya no se trata solo de un problema de comportamiento social. Con el surgimiento de las Barras bravas (denominación utilizada en Argentina para referirse al sector violento de la hinchada) todo se transformó en una enorme mafia, de las más grandes del mundo, quienes se sustentan de la delincuencia en los estadios, robando o incluso revendiendo entradas, además de dedicarse al tráfico de drogas. En los últimos tiempos su dominio es tal que se cree que hasta son quienes manejan a los clubes de los cuales son supuestos simpatizantes, se relacionan muy de cerca con los dirigentes, que son quienes le dan vía libre para entrar a los estadios gratuitamente. Muchos jugadores manifestaron conocer a los barras, verlos todos los días por el club, pero ninguno se anima a señalarlo. Otras versiones aseguran que estas agrupaciones son contratadas por políticos para "asegurarse" triunfos electorales y ascensos de poder.
Una de las mayores demostraciones de poder de estos grupos, y de su fuerte vinculación con la política de los clubes se dio recientemente en el Club Gimnasia y Esgrima de La Plata, cuando un grupo de barrabravas acompañado por 3 dirigentes amenazó de muerte a jugadores del club para que pierdan el encuentro postergado que le estaban ganando a Boca Juniors, ya que un triunfo beneficiaría a su eterno rival, Estudiantes de La Plata, en la lucha por el campeonato.